# Stadtvilla Köhler
Die Stadtvilla Köhler ist eine unter Denkmalschutz stehende Villa in der ostwestfälischen Stadt Minden.
Die Villa ist ein freistehender Bau im Stadtteil Rechtes Weserufer auf dem Brückenkopf in städtebaulich exponierter Lage an der Kaiserstraße Ecke Brückenkopf auf altem Festungsgelände. Der zweigeschossige Bau ist in spätklassizistischer Weise gestaltet. Weiß verputzt sind die drei einsehbaren Fassaden reich gegliedert. Die innere Struktur wird durch einen breiten mittleren Flur bestimmt, der in Ostwestrichtung das Haus erschließt. Nördlich schließt sich das Druckereigebäude von 1881 an. Östlich ist eine Tanzbar angebaut worden. 1983 wurde das Gebäude in die Denkmalliste der Stadt Minden eingetragen.
2016 wurde die Villa von einer Erbengemeinschaft an die Treuhandverwaltung Igment verkauft, die das Haus für den Einzug von Büros der IG Metall  im Jahr 2017 vorbereitet. Dazu wird die Tanzbar abgerissen, in der zuletzt das „Musiktreff am Beat (Papagei)“ vorhanden war.
Im Juni 2017 hat die IG Metall ihre Räume bezogen. Damit hat auf dem rechten Weserufer wieder ein Stück Konversion stattgefunden: Aus Wohnungen werden Büros, das Stadtviertel verändert sich.